# سیمونه ماتزوکی
سیمونه ماتزوکی (ایتالیایی: Simone Mazzocchi؛ زادهٔ ۱۷ اوت ۱۹۹۸) یک بازیکن فوتبال اهل ایتالیا و باشگاه آتالانتا است.